# Mentes criminales: conducta sospechosa
Mentes criminales: conducta sospechosa (en inglés Criminal Minds: Suspect Behavior) es una serie de televisión de drama policíaco estadounidense que se emitió en la CBS. El programa debutó en 2011 como una serie derivada de Mentes criminales, que se había estrenado en 2005. 
Al igual que para su predecesora, la CBS era propietaria de los derechos para Norteamérica, mientras que ABC tiene los derechos internacionales. La serie se estrenó el 16 de febrero de 2011. 
La CBS canceló la serie el 17 de mayo de 2011 debido a la poca audiencia, por lo que la emisión del último capítulo se produjo el 26 de mayo de 2011. El 6 de septiembre de ese mismo año, la CBS lanzó la serie completa en formato DVD como un conjunto de cuatro discos.

## Argumento
El equipo de esta edición también trabaja para el FBI en la Unidad de Análisis de Conducta (UAC) en Quantico (Virginia). En un episodio de Mentes criminales de abril de 2010 («La pelea»), el equipo original se reunió con el nuevo equipo y trabajó con ellos para encontrar un asesino en serie en San Francisco, siendo el episodio piloto.

## Antecedentes
A principios de 2009, Michael Ausiello de Entertainment Weekly dijo que él y los estudios estaban discutiendo la posibilidad de una serie derivada del drama policíaco Mentes criminales. El productor Ed Bernero lo confirmó al revelar que «es seguro decir que será algo pronto». El espectáculo tendrá un reparto completamente nuevo, con la excepción de Kirsten Vangsness que repetirá su papel como Penélope García. A finales de 2010, el director había sido elegido, y terminó el casting. Se anunció que Forest Whitaker sería la estrella. Richard Schiff, tendría un papel recurrente como el director del FBI Jack Fickler.
Whitaker y su equipo preparó el escenario para la serie derivada en el episodio 18 de la quinta temporada de Mentes criminales, "The Fight" (7 de abril de 2010). Este tipo de piloto experimental fue utilizado también para otras series de la CBS, introduciéndolas primero en la serie original, como CSI: Miami y CSI: Nueva York; NCIS y NCIS: Los Angeles.

## Personajes
| Temporada | Jefe de Unidad                             | Senior SSA                       | Agente supervisor especial              | Agente supervisor especial  | Agente supervisor especial | Analista técnico                    | Director del FBI              |
| --------- | ------------------------------------------ | -------------------------------- | --------------------------------------- | --------------------------- | -------------------------- | ----------------------------------- | ----------------------------- |
| 1         | Samuel «Sam Coop» Cooper (Forest Whitaker) | Beth Griffith (Janeane Garofalo) | Jonathan «Prophet» Sims (Michael Kelly) | Gina LaSalle (Beau Garrett) | Mick Rawson (Matt Ryan)    | Penélope García (Kirsten Vangsness) | Jack Fickler (Richard Schiff) |

## Temporadas
| Temporadas | Temporadas | Episodios | Fecha de lanzamiento  | Fecha de finalización |
| ---------- | ---------- | --------- | --------------------- | --------------------- |
|            | 1          | 13        | 16 de febrero de 2011 | 26 de mayo de 2011    |